# 驻马达加斯加外交机构列表

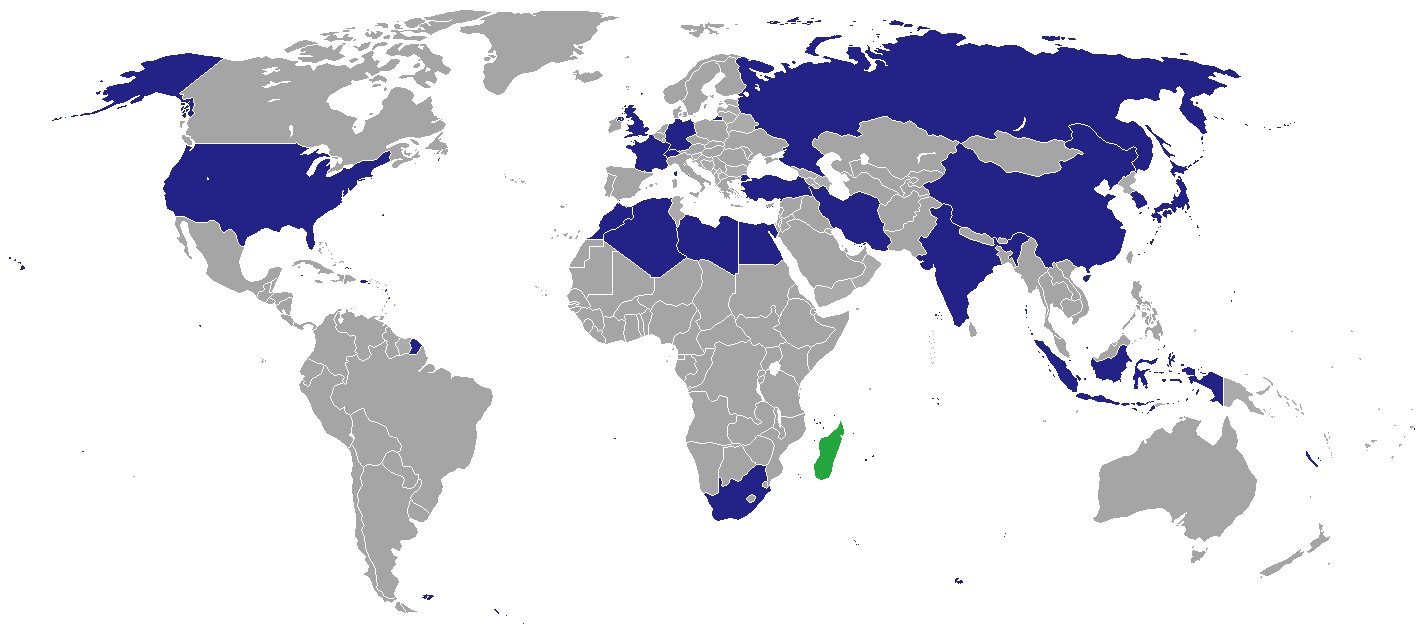
各国驻马达加斯加外交机构
马达加斯加
拥有驻马达加斯加大使馆的国家
拥有驻马达加斯加总领事馆的国家

以下是驻马达加斯加外交机构列表，马达加斯加首都塔那那利佛有24座大使馆和一座总领事馆。大部分非洲国家由驻南非、肯尼亚等国的大使馆兼辖对马达加斯加事务。

## 塔那那利佛

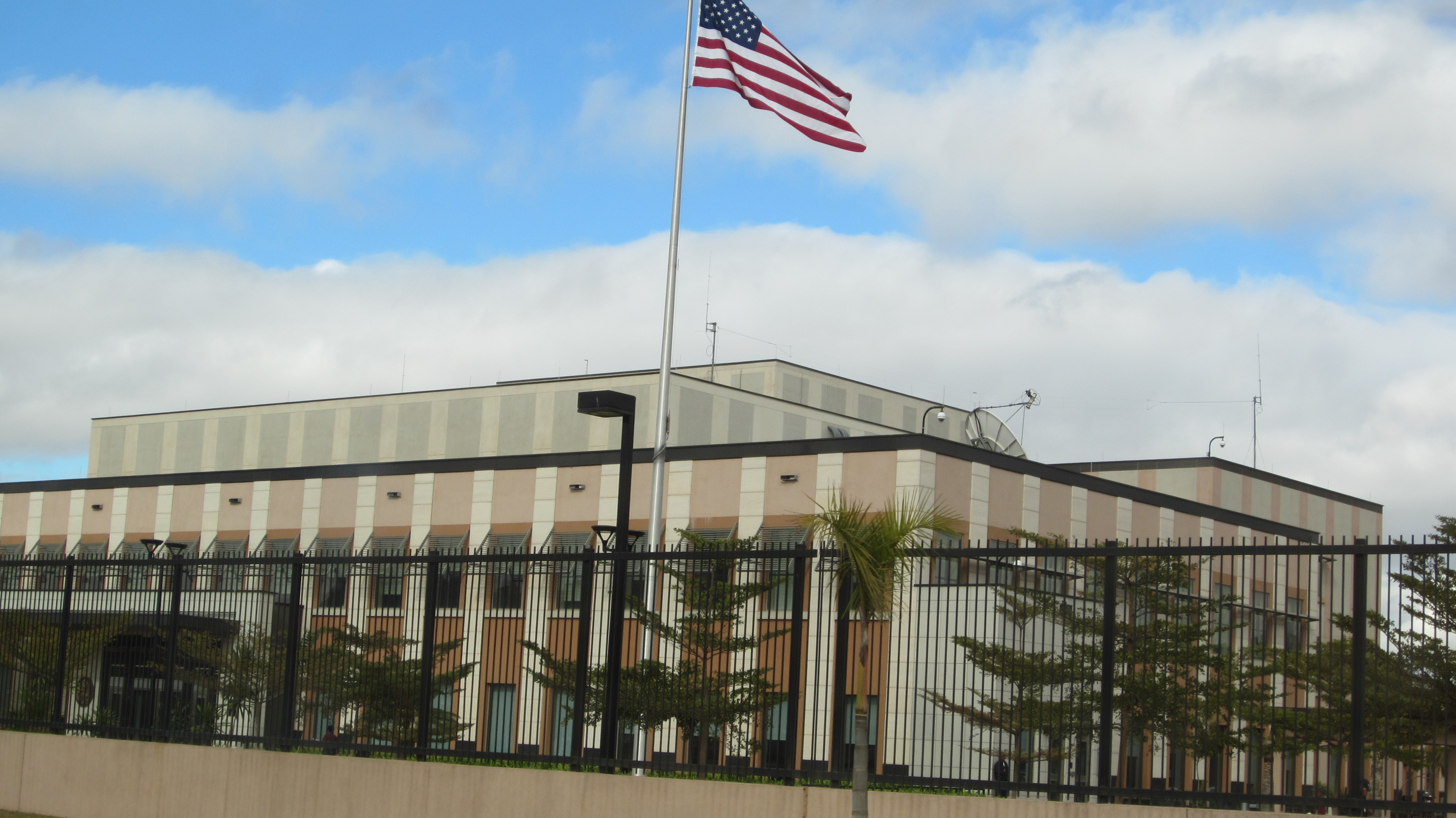
美国驻马达加斯加大使馆

| - 阿尔及利亚 - 中國 - 埃及 - 法國 - 德国 - 聖座 - 印度 - 印度尼西亞 - 伊朗 - 日本 - 利比亞 | - 模里西斯 - 摩洛哥 - 俄羅斯 - 南非 - 馬爾他騎士團 - 瑞士 - 土耳其 - 英国 - 美国 |

## 其他代表机构
- 欧洲联盟 (欧盟代表团）
- 挪威（大使馆办公室）
- 泰國 (总领事馆) [12]

## 总领事馆

### 安齐拉纳纳
- 法國

### 马哈赞加
- 法國

### 塔马塔夫
- 法國

## 非常任大使馆
除非特别说明，大部分兼任大使馆都位于比勒陀利亚：
| - 阿根廷 (内罗毕) - (路易港) - 奥地利 - 比利时 (内罗毕) - 巴西 (马普托) - 喀麦隆 (亚的斯亚贝巴) - 加拿大 - 古巴 (内罗毕) - 賽普勒斯 - 捷克 - 丹麦 (坎帕拉) - 芬兰 (马普托) - 希腊 (内罗毕) - 匈牙利 - 以色列 (以色列外交部直辖) - 義大利 | - 賴索托 - 马来西亚 - 墨西哥 - 荷蘭 (达累斯萨拉姆) - 波蘭 (内罗毕) - 菲律賓 - 葡萄牙 (马普托) - 羅馬尼亞 - 沙烏地阿拉伯 (达累斯萨拉姆) - 塞爾維亞 (纽约) - 斯洛伐克 - 西班牙 - 瑞典 (马普托) - 坦桑尼亚 - 千里達及托巴哥 - 乌克兰 - 越南 (马普托) |

## 相关参见
- 马达加斯加外交（英语：Foreign relations of Madagascar）
- 马达加斯加駐外機構列表

## 相关链接
- Malagasy Ministry of Foreign Affairs